# ميف كيلي
ميف كيلي (بالإنجليزية: Maeve Kelly)‏ (1930، دوندالك في جمهورية أيرلندا)؛ كاتِبة وشاعرة أيرلندية.